# Harry Grant
Harold Fletcher Grant (ur. 10 lipca 1877 roku w Cambridge, zm. 8 października 1915 roku w Sheepshead Bay) – amerykański kierowca wyścigowy.

## Kariera
W swojej karierze Grant startował głównie w Stanach Zjednoczonych w mistrzostwach AAA Championship Car oraz towarzyszącym mistrzostwom słynnym wyścigu Indianapolis 500. W pierwszym sezonie startów, w 1909 roku odniósł jedno zwycięstwo - w Vanderbilt Cup. Z dorobkiem 625 punktów został sklasyfikowany na ósmym miejscu w końcowej klasyfikacji kierowców. Rok później powtórzył sukces w postaci zwycięstwa w Pucharze Vanderbilt. Tym razem jednak uzbierał o 135 punktów więcej i uplasował się na czwartym miejscu w klasyfikacji generalnej. Na podium w mistrzostwach AAA Amerykanin stawał jeszcze dwukrotnie w sezonie 2011, kiedy zakończył sezon na trzynastej pozycji. W późniejszych latach wypadł poza czołową 20-kę klasyfikacji. W 1914 roku dojechał do mety Indy 500 jako siódmy, a rok później był piąty.

## Śmierć
Grant zginął w wyniku ran odniesionych w wypadku podczas treningu przed wyścigiem Astor Cup na wybrzeżu Sheepshead Bay Brooklynu. Miał 38 lat.